# Júlio César de Rezende Miranda
Júlio César de Rezende Miranda (Rio de Janeiro, 2 gennaio 1995) è un calciatore brasiliano, centrocampista del Bahia.

## Biografia
Rezende è cresciuto con sua zia Estela dopo il rifiuto della madre biologica che aveva anche cercato di abortire durante la gravidanza. Dopo l'adozione ha cambiato il cognome da Gomes da Silva a Rezende Miranda. Suo padre adottivo è deceduto nel 2020.

## Carriera
Nato a Rio de Janeiro, Rezende ha percorso tutta la trafile delle giovanili del Madureira. Ha debuttato in prima squadra il 27 agosto 2014, giocando titolare nella trasferta vinta per 2-0 sul Campo Grande in Copa Rio.
Ha segnato il suo primo gol il 17 aprile 2016 nel pareggio casalingo per 1–1 contro il Volta Redonda nel Campionato Carioca. Nell'aprile 2017 è stato ceduto in prestito al Portuguesa.
Tornato al Madureira per la stagione 2018, è stato nuovamente ceduto in prestito al Portuguesa il 18 aprile 2019. L'11 novembre dello stesso anno è entrato a far parte del Resende.
Nel luglio 2020, ha firmato per il Treze, ma pochi mesi dopo è passato all'Azuriz con cui ha vinto il Campeonato Paranaense Segunda Divisão. Il 7 giugno 2021 è stato ceduto in prestito al Goiás, in Série B.
Nonostante una stagione da titolare conclusa con la promozione in Série A,  Rezende ha lasciato il club il 10 dicembre 2021 a causa del mancato accordo per un ingaggio a titolo definitivo. Undici giorni dopo, ha firmato un contratto biennale con il Bahia, ottenendo la promozione in massima divisione al termine della stagione.
Il 15 aprile 2023 ha debuttato in Série A nella trasferta persa 2-1 contro il Red Bull Bragantino.

## Statistiche

### Presenze e reti nei club
Statistiche aggiornate al 31 maggio 2022.
| Stagione          | Squadra           | Campionato        | Campionato | Campionato | Coppe nazionali | Coppe nazionali | Coppe nazionali | Coppe continentali | Coppe continentali | Coppe continentali | Altre coppe | Altre coppe | Altre coppe | Totale | Totale | Totale |
| Stagione          | Squadra           | Comp              | Pres       | Reti       | Comp            | Pres            | Reti            | Comp               | Pres               | Reti               | Comp        | Pres        | Reti        | Pres   | Reti   |        |
| ----------------- | ----------------- | ----------------- | ---------- | ---------- | --------------- | --------------- | --------------- | ------------------ | ------------------ | ------------------ | ----------- | ----------- | ----------- | ------ | ------ | ------ |
| 2014              | Madureira         | C                 | 1          | 0          |                 | -               | -               |                    | -                  | -                  | CR          | 7           | 0           | 8      | 0      |        |
| 2015              | Madureira         |                   | -          | -          |                 | -               | -               |                    | -                  | -                  | CR          | 9           | 1           | 9      | 1      |        |
| 2016              | Madureira         | A/RJ+D            | 9+6        | 1+0        |                 | -               | -               |                    | -                  | -                  | CR          | 6           | 0           | 21     | 1      |        |
| 2017              | Madureira         | A/RJ              | 11         | 1          |                 | -               | -               |                    | -                  | -                  |             | -           | -           | 11     | 1      |        |
| 2017              | Portuguesa-RJ     | D                 | 8          | 0          |                 | -               | -               |                    | -                  | -                  | CR          | 3           | 0           | 11     | 0      |        |
| 2018              | Madureira         | A/RJ+D            | 8+3        | 0          | CB              | 1               | 0               |                    | -                  | -                  | CR          | 1           | 0           | 13     | 0      |        |
| 2019              | Madureira         | A/RJ              | 7          | 1          |                 | -               | -               |                    | -                  | -                  | CR          | 1           | 0           | 8      | 1      |        |
| Totale Madureira  | Totale Madureira  | Totale Madureira  | 45         | 3          |                 | 1               | 0               |                    | -                  | -                  |             | 24          | 1           | 70     | 4      |        |
| 2019              | Portuguesa-RJ     | D                 | 6          | 0          |                 | -               | -               |                    | -                  | -                  |             | -           | -           | 6      | 0      |        |
| Totale Portuguesa | Totale Portuguesa | Totale Portuguesa | 14         | 0          |                 | -               | -               |                    | -                  | -                  |             | 3           | 0           | 17     | 0      |        |
| 2020              | Resende           | A/RJ              | 8          | 0          |                 | -               | -               |                    | -                  | -                  |             | -           | -           | 8      | 0      |        |
| 2020              | Treze             | PD/PB+C           | 3+4        | 0          |                 | -               | -               |                    | -                  | -                  |             | -           | -           | 7      | 0      |        |
| 2020              | Azuriz            | SD/PR             | 11         | 1          |                 | -               | -               |                    | -                  | -                  |             | -           | -           | 11     | 1      |        |
| 2021              | Azuriz            | PD/PR             | 13         | 1          |                 | -               | -               |                    | -                  | -                  |             | -           | -           | 13     | 1      |        |
| Totale Azuriz     | Totale Azuriz     | Totale Azuriz     | 24         | 2          |                 | -               | -               |                    | -                  | -                  |             | -           | -           | 24     | 2      |        |
| 2021              | Goiás             | B                 | 22         | 2          |                 | -               | -               |                    | -                  | -                  |             | -           | -           | 22     | 2      |        |
| 2022              | Bahia             | PD/BA+B           | 6+28       | 0+1        | CB              | 3               | 0               |                    | -                  | -                  | CdN         | 7           | 0           | 44     | 1      |        |
| 2023              | Bahia             | PD/BA+A           | 9+6        | 2+0        | CB              | 5               | 0               |                    | -                  | -                  | CdN         | 3           | 0           | 23     | 2      |        |
| Totale carriera   | Totale carriera   | Totale carriera   | 169        | 10         |                 | 9               | 0               |                    | -                  | -                  |             | 37          | 1           | 215    | 11     |        |

## Palmarès

### Club

#### Competizioni statali
- Campionato Paraibano: 1

Treze: 2020
- Campeonato Paranaense Segunda Divisão: 1

Azuriz: 2020
- Campionato Baiano: 2

Bahia: 2023, 2025